# Hiram Bingham
Hiram Bingham, oficiálně Hiram Bingham III. (19. listopadu 1875, Honolulu – 6. června 1956, Washington, D.C.) byl americký cestovatel, profesor Yaleovy univerzity a politik. V roce 1911 znovuobjevil incké osídlení Machu Picchu. Později se Bingham stal členem Senátu Spojených států amerických.

## Život

### Mládí a studia
Hiram Bingham se narodil 6. června 1875 v misijní stanici, kterou v Honolulu na Havaji vedl jeho otec, protestantský misionář Hiram Bingham II. (1831–1908). Jeho dědeček Hiram Bingham I. (1789–1869) byl rovněž misionářem na Havaji. V Honolulu vystudoval mladý Bingham v letech 1882 až 1892 střední školu Oahu (dnes známou jako Punahou School). Poté odjel do USA, kde své středoškolské vzdělání dokončil na Phillipsově akademii v Andoveru ve státě Massachusetts, kterou absolvoval v roce 1894. Svá vysokoškolská studia započal na Yaleově univerzitě, kterou absolvoval v roce 1898. Dále pokračoval na Kalifornské univerzitě v Berkeley, kde absolvoval v roce 1900. Na krátký čas se pak stal pastorem na Havaji, brzy však potkal svou budoucí ženu Alfredu, jež patřila k dědicům bohaté klenotnické firmy Tiffany. Bingham poté opustil zaměstnání pastora a začal tvrdě pracovat, aby vydělal dostatek peněz, které by mu umožnily další studium. Díky tomu mohl posléze zahájit postgraduální studium na Harvardově univerzitě, v jehož průběhu se oženil a začal pracovat na doktorské práci. Přitom jej hmotně podporovala rodina jeho ženy. Harvardský postgraduál ukončil doktorátem v roce 1905. 

Na Harvardu Bingham vyučoval historii a politologii, poté působil na Princetonu jako asistent profesora politické ekonomie a pozdějšího 28. prezidenta USA Woodrowa Wilsona. V roce 1907 byl na Yaleově univerzitě jmenován docentem pro jihoamerickou historii.

### Manželství a rodina
20. listopadu 1899 se Hiram Bingham oženil s Alfredou Mitchellovou, vnučkou klenotníka Charlese L. Tiffanyho. Z tohoto manželství vzešlo sedm synů:
- Jonathan Brewster Bingham (1914–1986) (politik);
- Hiram Bingham IV (1903–1988) (diplomat a hrdina II. světové války);
- Charles Tiffany Bingham (1906–1993) (lékař);
- Brewster Bingham (1908–1995) (ministr);
- Mitchell Bingham (1910–1994) (umělec);
- Woodbridge Bingham (1901–1986) (profesor);
- Alfred Mitchell Bingham (1905–1998) (právník)

Po rozvodu s Alfredou Mitchellovou se Bingham v červnu 1937 oženil se Suzanne Carroll Hillovou.

### Vojenská kariéra
Roku 1916 dosáhl Bingham hodnosti kapitána Connecticutské národní gardy. V roce 1917 se stal pilotem a zorganizoval školu vojenského letectva Spojených států. Sloužil v Letecké sekci Spojovacího sboru Spojených států a v Armádní letecké službě Spojených států, kde dosáhl hodnosti podplukovníka. V Issoudunu ve střední Francii velel letecké škole Armádní letecké služby.
V době 2. světové války Bingham působil v několika výcvikových střediscích Námořnictva Spojených států.

### Politická dráha
Bingham se po 1. světové válce dal na politickou dráhu. V roce 1922 byl zvolen zástupcem guvernéra státu Connecticut. Tento úřad zastával až do roku 1924, kdy byl v prosinci zvolen guvernérem. Krátce nato však byl zvolen i republikánským senátorem za senátora Brandegeeho, který spáchal sebevraždu. Stal se tak nejkratší dobu sloužícím guvernérem státu Connecticut. Jeho funkční období trvalo pouhý jeden den. V roce 1926 byl Bingham opětovně zvolen do Senátu na celé šestileté funkční období.

### Smrt
Bingham zemřel 6. června 1956 ve svém domě ve Washingtonu a je pochován na Arlingtonském národním hřbitově ve Virginii.

## Archeologie

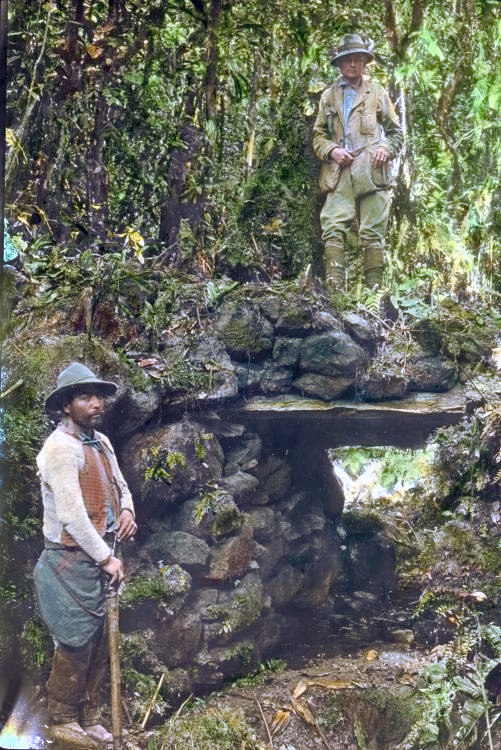
Hiram Bingham (vpravo nahoře) při vykopávkách v peruánské Vilcabambě v roce 1911

Bingham nebyl školený archeolog. Přestože byl mnohými považován za akademika a vědce, dával přednost označení průzkumník. Svoji první výzkumnou cestu na jih uskutečnil již za svého působení na Princetonské univerzitě. V roce 1908 se jako delegát zúčastnil Prvního všeamerického vědeckého kongresu v Santiagu de Chile. Na zpáteční cestě navštívil zbytky předkolumbovského města Choquequirao v Peru. Binghama vzrušovala představa neprozkoumaných inckých sídel, a tak se v roce 1911, v době, kdy přednášel jako docent na Yaleově univerzitě, vrátil do Peru s univerzitní expedicí, aby v Andách našel tajemné incké město, odkud měli Inkové vést ozbrojený odpor proti španělským dobyvatelům po pádu Cuzka.

24. července 1911 vystoupal v doprovodu Melchora Arteagy na vrcholek hřebenu vysoko v horách, který spojoval vrcholky Machu Picchu a Huayna Picchu. Podle místních svědectví tu mělo ležet ztracené poslední útočiště Inků před španělskými dobyvateli. Bingham zde objevil množství ruin a stovky umělých dlouhých teras stoupajících po úbočích. O tomto zapomenutém sídle věděla jen hrstka lidí žijících v přilehlém údolí (pravděpodobně včetně dvou místních misionářů Thomase Paynea a Stuarta McNairna, jejichž potomci tvrdí, že navštívili ruiny už v roce 1906). V letech 1912 a 1915 zde Bingham vedl za podpory Yaleovy univerzity a National Geographic Society archeologické vykopávky. Pak však byl nucen Peru opustit, neboť byl zdejšími úřady obviněn z porušení zákonů o archeologickém výzkumu. Poté se sem již nikdy nevrátil.

### Pochyby o Binghamově prvenství
Objevy map z doby kolem roku 1874 se zobrazením Machu Picchu zpochybňují prvenství Binghamova znovuobjevení tohoto sídla.

## Po smrti
- Machu Picchu se stalo jednou z největších turistických atrakcí v Jižní Americe a Hiram Bingham je uznávám jako člověk, který sídlo objevil pro světovou veřejnost, ačkoli mu pomáhalo mnoho dalších. Cesta od řeky Urubamba k Machu Picchu se na jeho počest nazývá Hiram Bingham Highway.
- Po Hiramu Binghamovi je pojmenován i luxusní vlak společnosti PeruRail, který od roku 2003 vozí turisty na úzkorozchodné trati mezi Cuzkem a Machu Picchu, která dnes představuje jednu z mála přístupových cest na toto archeologické naleziště.
- Hiram Bingham byl uváděn jako jedna z možných inspirací pro postavu Indiana Jonese.[5] Jeho kniha Ztracené město Inků se po svém vydání v roce 1948 stala bestsellerem.[6]
- Peru se dlouho snažilo o vrácení přibližně 40 000 artefaktů, včetně mumií, keramiky a kostí, které Bingham odvezl z Machu Picchu. 14. září 2007 byla uzavřena dohoda mezi Yaleovou univerzitou a peruánskou vládou o návratu těchto předmětů.[7] 12. dubna 2008 však peruánská vláda uvedla, že revidovala své předchozí odhady z 4000 na 40 000 kusů.[8]

9. listopadu 2008 uvedl deník El Peruano, že ministr spravedlnosti hodlá pověřit prokuraturu, aby zahájila s Yaleovu univerzitou řízení ohledně navrácení tisíců artefaktů z pevnosti Machu Picchu. Obě strany se sice v roce 2008 dohodly, že univerzita artefakty vrátí, ale jednání ztroskotala na počtu předmětů, jejichž vydání peruánská vláda žádá.